# Mesa Redonda
Mesa Redonda é um programa dominical de televisão no formato de debate esportivo sobre futebol, apresentado pela TV Gazeta. É o mais antigo programa de seu gênero no Brasil, tendo estreado em março de 1970, com o nome de Mesa Redonda Esportiva, às segundas-feiras; com jornalistas como Milton Peruzzi, José Italiano, Peirão de Castro, Roberto Petri e Dalmo Pessoa; depois Flávio Iazetti, Barbosa Filho e Galvão Bueno. Em 25 de janeiro de 1975, começou a chamar-se simplesmente Mesa Redonda.
Em 1985, o programa passou a ser apresentado nas noites de domingo, e ficou consagrado no comando do jornalista Roberto Avallone, que apresentou o "Mesa Redonda" por dezoito anos, sempre com muita irreverência, com jornalistas como Milton Neves, Dalmo Pessoa, Márcio Bernardes, Chico Lang e Mauro Beting. Com matérias investigativas, reportagens, entrevistas e muitas polêmicas, além de debater a rodada do fim de semana, foi um marco. Muitas vezes o programa foi líder de audiência, o que começou a chamar a atenção de outras emissoras para as atrações em suas grades, nas noites de domingos e o interesse também de fazer programas neste gênero nas TVs aberta e paga.
De novembro de 2003 até fevereiro de 2023 o Mesa Redonda foi comandado pelo jornalista Flávio Prado, com as presenças de Chico Lang e Alberto Helena Júnior, entre outros debatedores. Conta ainda com a co-apresentação da jornalista Michelle Giannella. O programa teve a participação do narrador Fernando Solera, que estava na Gazeta desde 1989.
Em 27 de junho de 2017, a emissora contrata o ex-jogador Müller, que teve passagens por Band e SporTV.
Em outubro de 2018, Wanderley Nogueira deixa a atração após 14 anos e foi substituído por Celso Cardoso.
Em fevereiro de 2023, Flávio Prado anunciou sua saída da Gazeta e consequentemente do comando do programa após quase 20 anos. Ele foi substituído por Osmar Garrafa. Outro que deixou a atração e o canal foi Celso Cardoso.